# Вальсольда
Вальсольда (італ. Valsolda) — муніципалітет в Італії, у регіоні Ломбардія, провінція Комо.
Вальсольда розташована на відстані близько 540 км на північний захід від Рима, 65 км на північ від Мілана, 25 км на північ від Комо.
Населення — 1593 особи (2014).

## Демографія
Населення за роками:

Станом на 1 січня 2023 року в муніципалітеті офіційно проживали 82 іноземці з 29 країн, серед них 32 громадяни країн Євросоюзу та 3 громадяни України.

## Сусідні муніципалітети
- Кадро
- Чимадера
- Клаїно-кон-Остено
- Ланцо-д'Інтельві
- Луґано
- Порлецца
- Рампоніо-Верна
- Сонвіко
- Валь-Реццо

## Галерея зображень

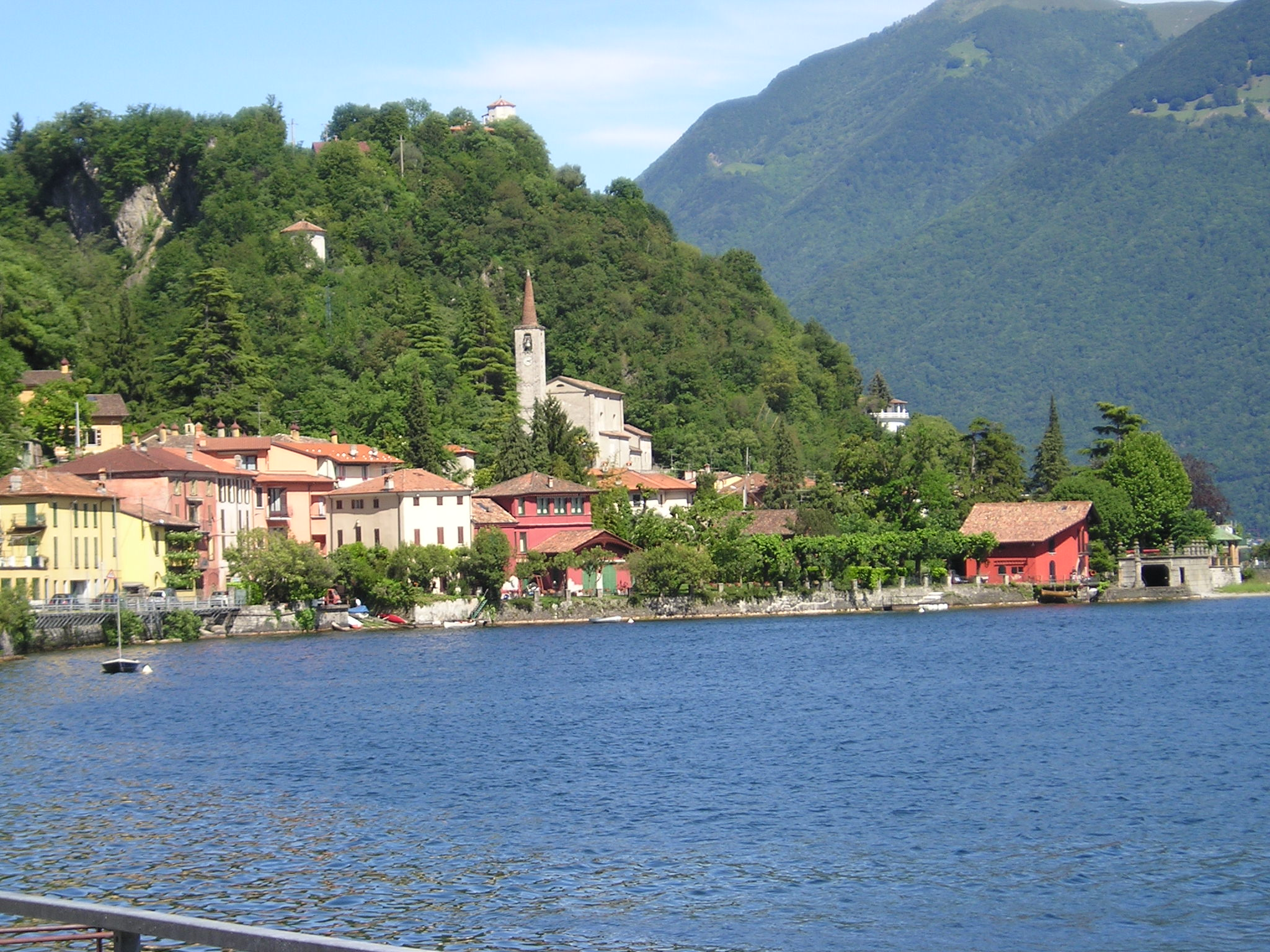
Озеро Лугано
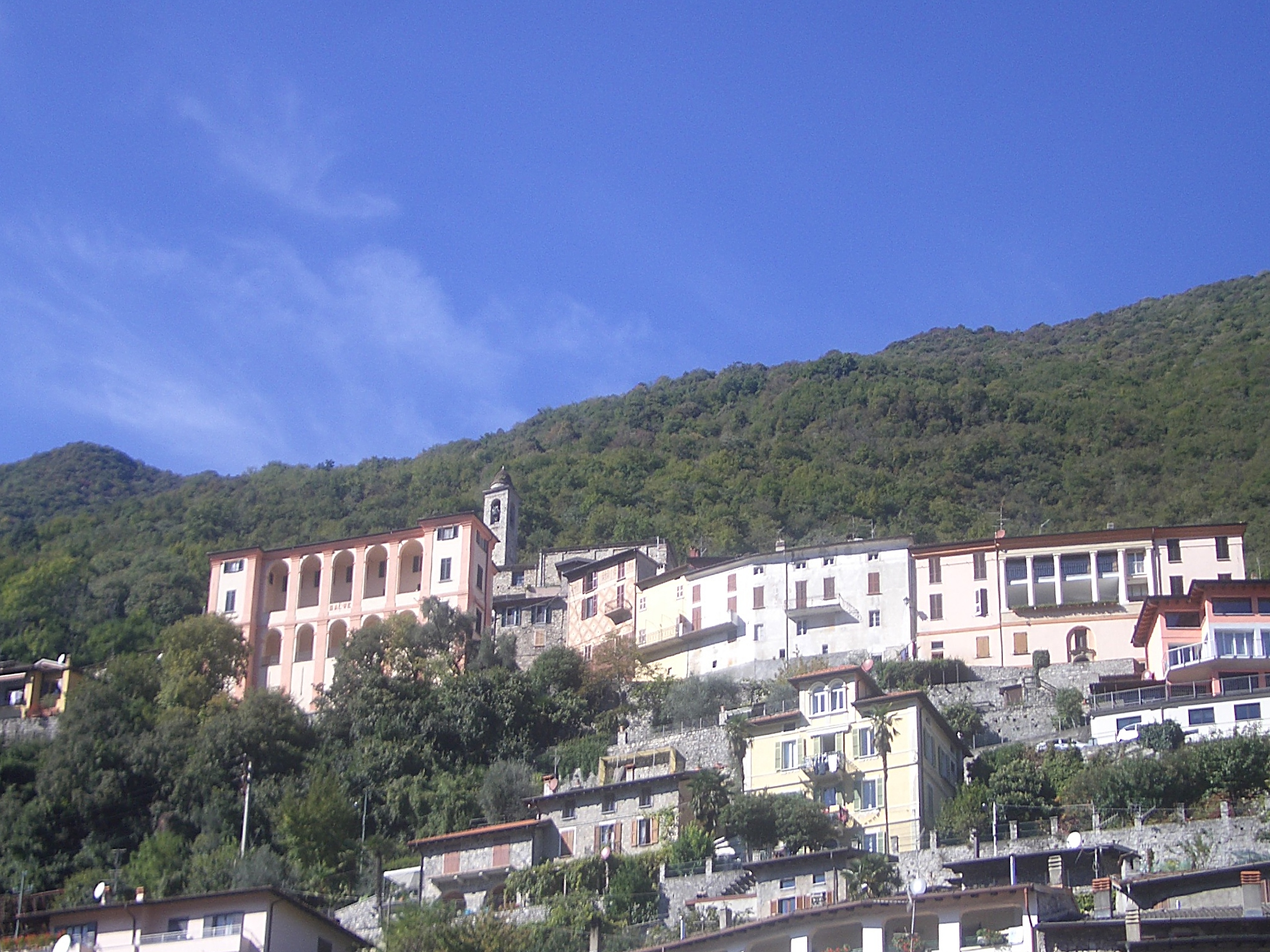
Панорама Верхнього Альбогасіо
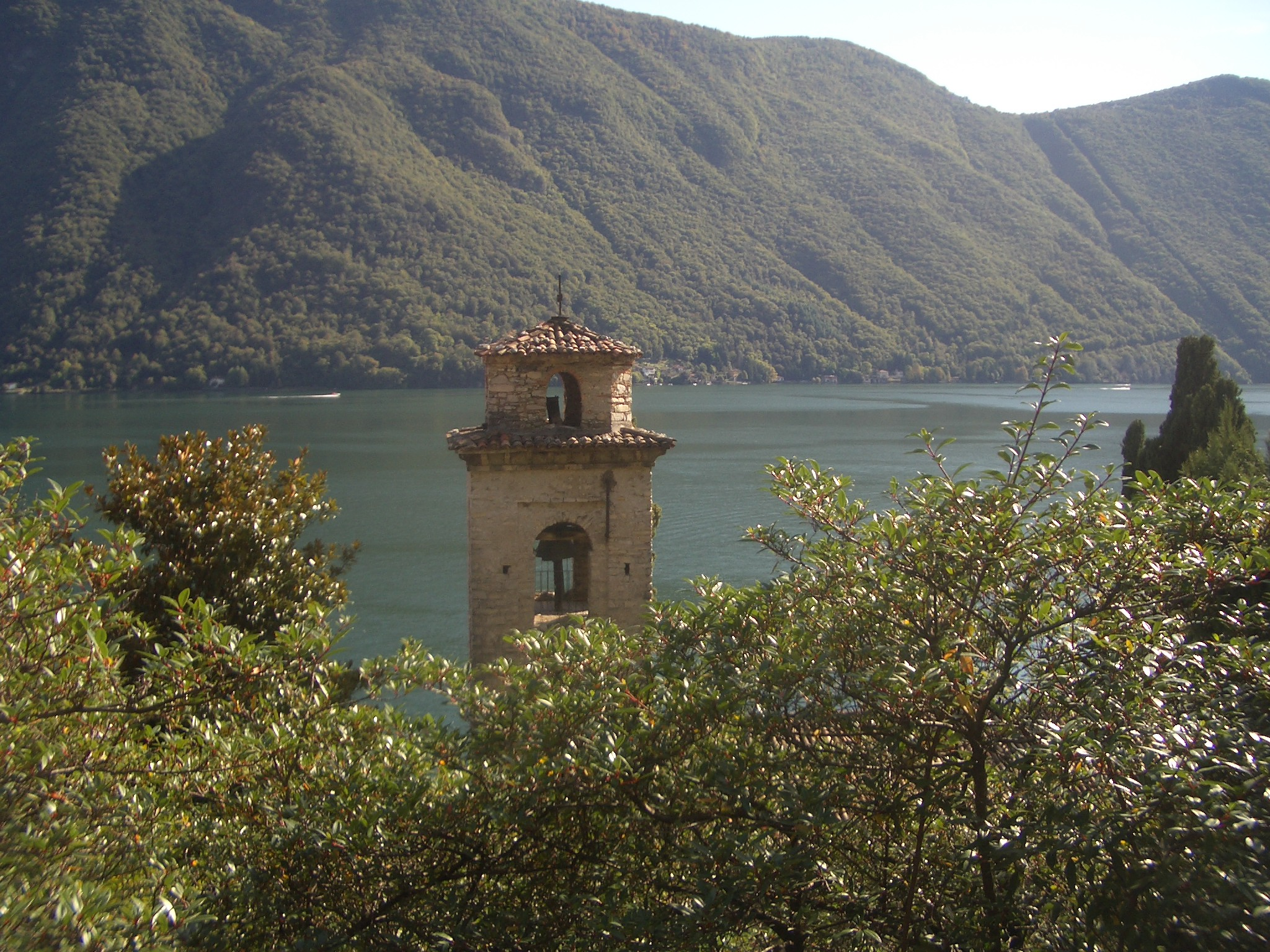
Дзвіниця церкви Орія
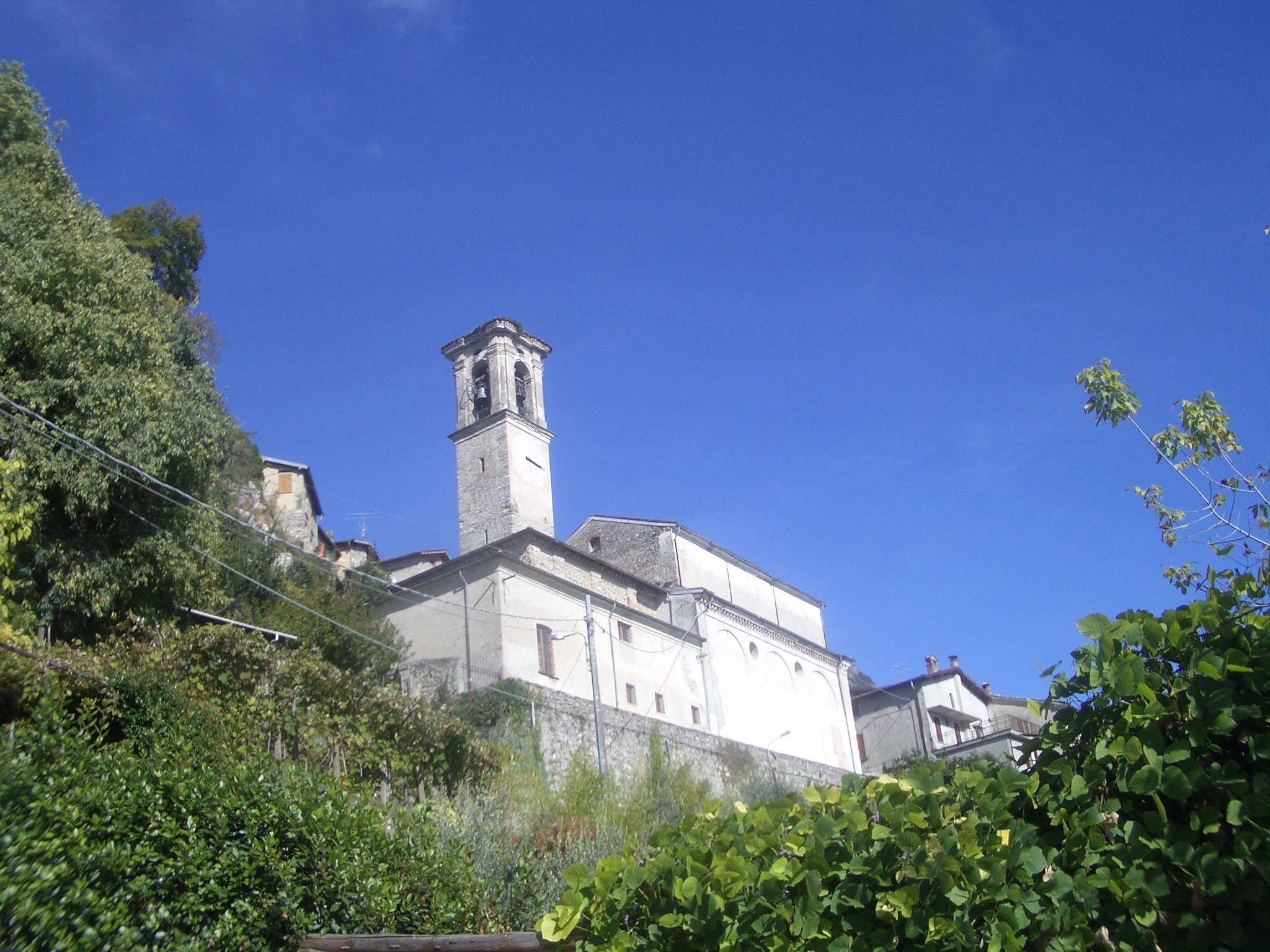
Містечко Кастельо, церква С. Мартіно
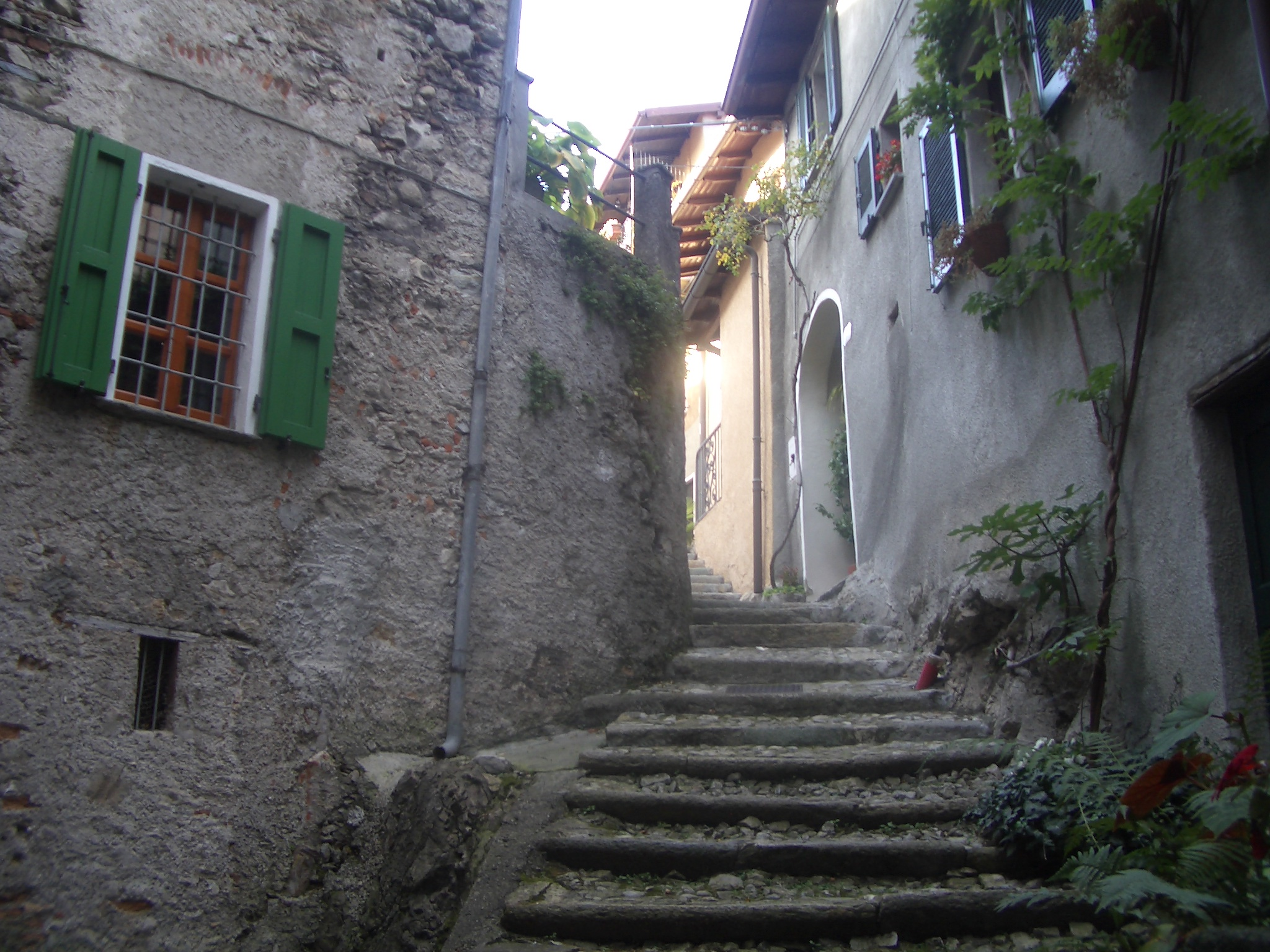
Кастельо, одна з вулиць містечка
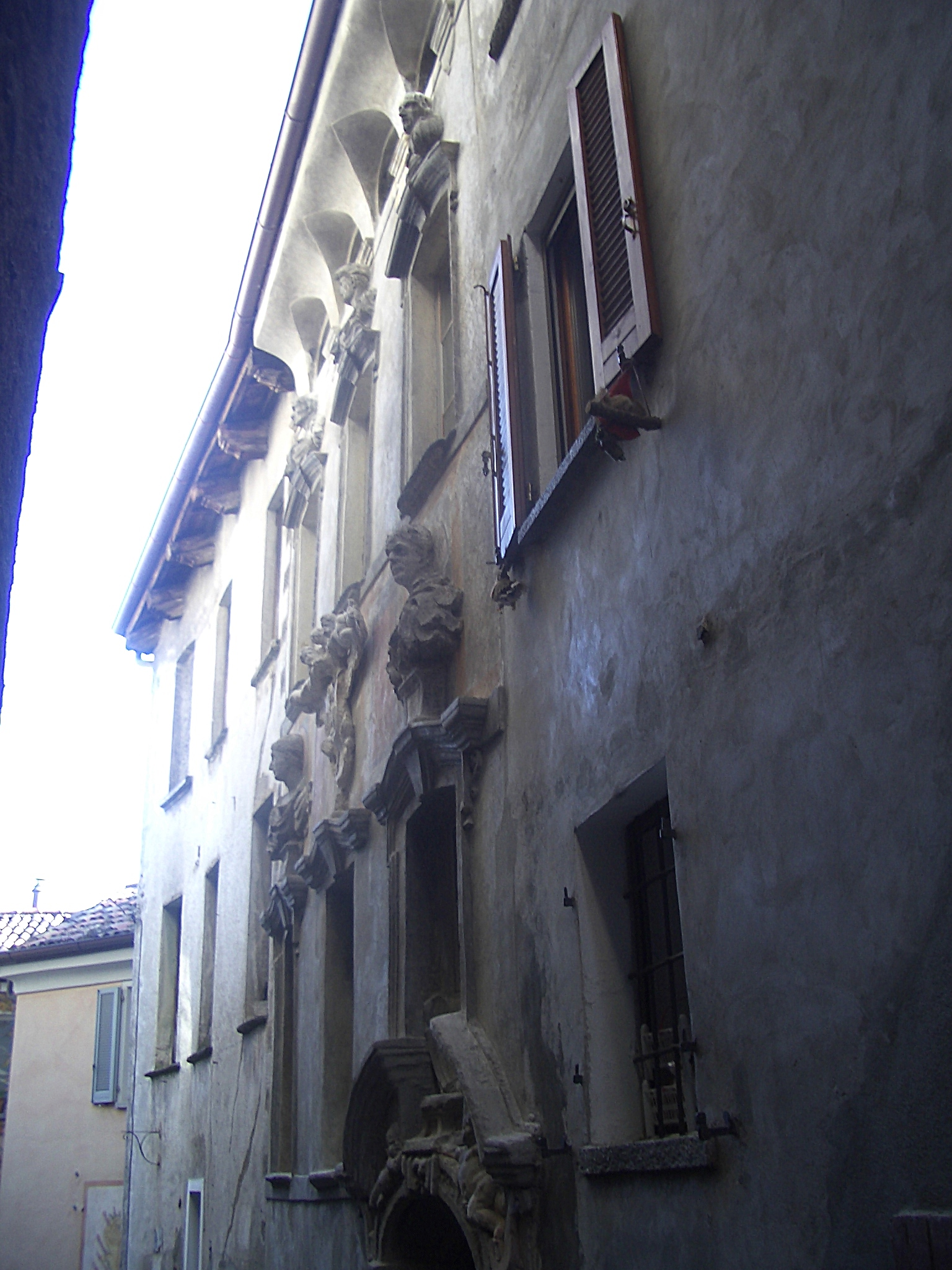
Містечко Кастельо, музей Casa Pagani
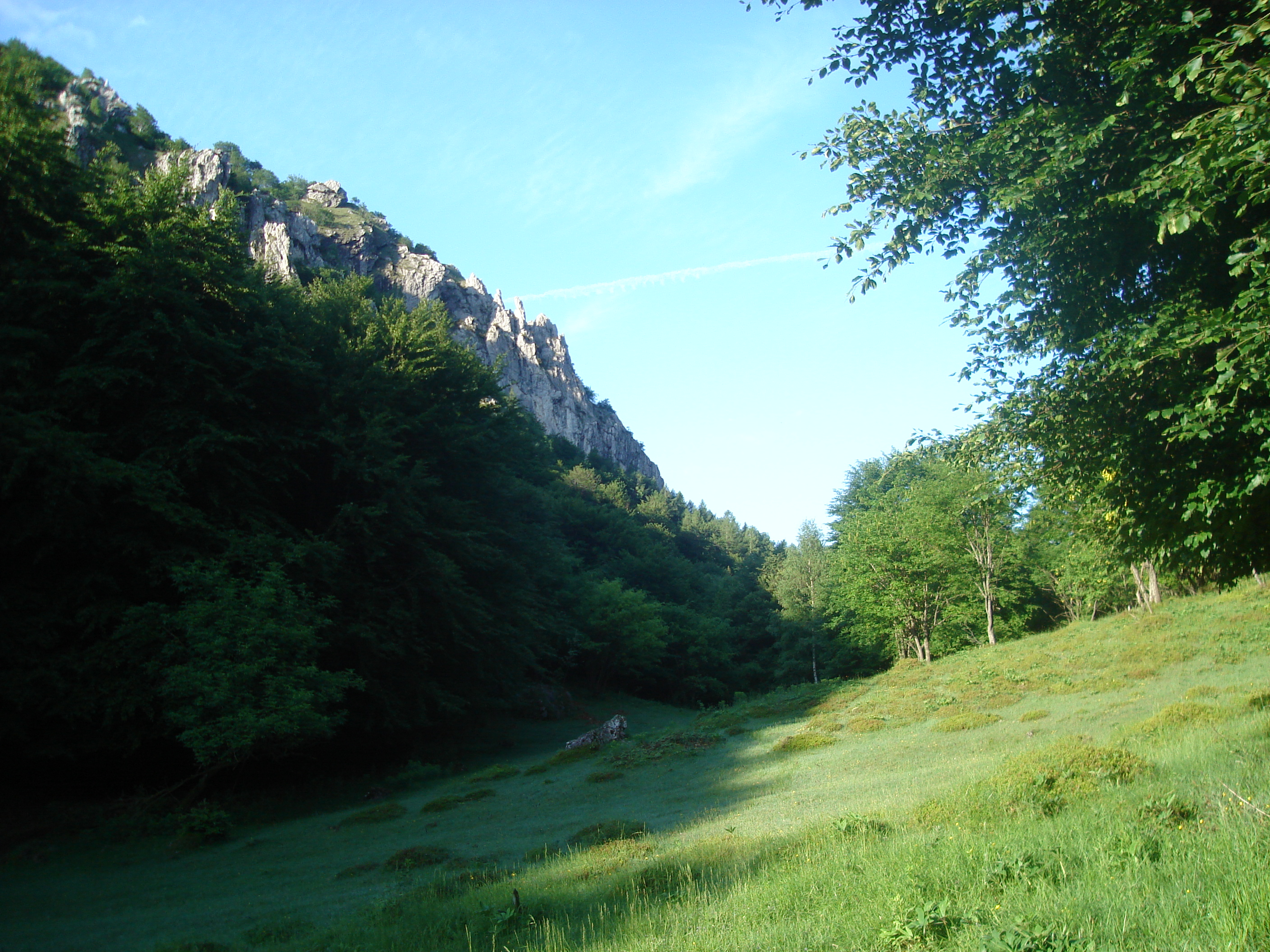
Вид на заповідник